# Georg Hille (Archivar)
Georg Hille (* 17. November 1841 in Liepe, heute Ortsteil von Nennhausen; † 8. Juni 1911 in Schleswig) war ein deutscher Historiker und Archivar.

## Leben
Hille promovierte 1866 in Berlin mit der lateinischen Schrift De continuatore Prosperi a. 641 Havniensi. Anschließend arbeitete er als Gymnasiallehrer für Geschichte, bevor er 1869 am Geheimen Staatsarchiv in Berlin und 1870 dann im Staatsarchiv Magdeburg arbeitete. Ab 1870 wurde er mit dem Aufbau des Königlichen Staatsarchivs zu Schleswig, dem Vorläufer des Landesarchivs Schleswig-Holstein, betraut, dem er 40 Jahre lang treu blieb. Wenn die Abgaben von Unterlagen aus Dänemark in das neue Archiv auch nicht geklärt werden konnten, so erreichte Hille jedoch, dass 1873 Materialien für die laufende Verwaltung nach Schleswig kamen, 1876 kamen noch einmal ungefähr 900 Urkunden aus den Jahren 1304 bis 1726 aus Kopenhagen an das Schleswiger Archiv. Hille selbst pflegte gute Kontakte nach Dänemark und genoss dort hohes Ansehen. 1896 wurde er zum Ritter des Dannebrogordens ernannt. 1901 wurde ein Austausch weiterer Archivalien zwischen den beiden Archiven in Kopenhagen und in Schleswig vereinbart. Nach Hilles Tod rissen die guten Beziehungen beider Archive jedoch ab.

## Werke (Auswahl)
- Übersicht über die Bestände des K. Staatsarchivs zu Schleswig. Hirzel, Leipzig 1900.
- Die Grundsätze der Aktenkassation. In: Korrespondenzblatt des Gesamtvereins der deutschen Geschichts- und Alterthumsvereine 49 (1901), S. 26–30 mit Diskussion S. 30–31 MDZ via Archivalia.
- Die Ansprüche der Stadt Kiel an den Kieler Hafen. In: Zeitschrift der Gesellschaft für Schleswig-Holsteinische Geschichte. Bd. 31 (1901), S. 87–114 (Digitalisat).
- Der Erwerb der Grafschaft Rantzau durch König Friedrich IV. von Dänemark. Aktenstücke aus dem Staatsarchiv zu Schleswig. In: Zeitschrift der Gesellschaft für Schleswig-Holsteinische Geschichte. Bd. 32 (1902), S. 1–136 (Digitalisat).
- Das Ordnen der Akten im Schleswiger Staatsarchiv. In: Zeitschrift der Gesellschaft für Schleswig-Holsteinische Geschichte. Bd. 34 (1904), S. 182–185 (Digitalisat).
- Die Haf- und Hafen-Gerechtigkeit der Stadt Flensburg. In: Zeitschrift der Gesellschaft für Schleswig-Holsteinische Geschichte. Bd. 35 (1905), S. 1–36 (Digitalisat).
- Zum Kieler Prorektoratswechsel von 1797. In: Zeitschrift der Gesellschaft für Schleswig-Holsteinische Geschichte. Bd. 37 (1907), S. 460–462 (Digitalisat).
- Ein altes Schleswiger Haus und die Familien Mecklenburg und Freins. In: Zeitschrift der Gesellschaft für Schleswig-Holsteinische Geschichte. Bd. 38 (1908), S. 291–326 (Digitalisat).
- Vom Grafen Woldemar von Schmettow. In: Zeitschrift der Gesellschaft für Schleswig-Holsteinische Geschichte. Bd. 38 (1908), S. 133–173 (Digitalisat).
- Die außerordentlichen Lasten der Stadt Husum in den Kriegs- und Friedenszeiten von 1681–1723. In: Zeitschrift der Gesellschaft für Schleswig-Holsteinische Geschichte, Bd. 39 (1909), S. 263–300 (Digitalisat).
- Peter Christian Koch und sein Blatt Danevirke. In: Zeitschrift der Gesellschaft für Schleswig-Holsteinische Geschichte. Bd. 40 (1910), S. 291–324 (Digitalisat).
- Das Lindewitter Gutsarchiv. In: Zeitschrift der Gesellschaft für Schleswig-Holsteinische Geschichte. Bd. 41 (1911), S. 209–213 (Digitalisat).

## Auszeichnungen
- 1896: Ritter des Dannebrogordens
- 1905: Kommandeur des Dannebrogordens